# Stone Pushing Uphill Man
Stone Pushing Uphill Man è il tredicesimo album in studio del chitarrista statunitense Paul Gilbert, pubblicato nel 2014. L'album è composto in gran parte da cover di altri artisti.

## Tracce
1. Working for the Weekend (cover dei Loverboy) – 3:43 (Paul Dean, Mike Reno, Matt Frenette)
2. Back in the Saddle (cover degli Aerosmith) – 4:42 (Steven Tyler, Joe Perry)
3. I Got the Feelin (cover di James Brown) – 2:09 (James Brown)
4. Goodbye Yellow Brick Road (cover di Elton John) – 4:54 (Elton John, Bernie Taupin)
5. Why Don't We Do It in the Road? (cover dei The Beatles) – 1:44 (John Lennon, Paul McCartney)
6. Shock Absorber – 5:12 (Gilbert)
7. Purple Without All the Red – 2:02 (Gilbert)
8. Murder by Numbers (cover dei The Police) – 4:36 (Sting, Andy Summers)
9. My Girl (cover di Eric Carmen) – 4:39 (Eric Carmen)
10. Wash Me Clean (cover di k.d. lang) – 3:20 (k.d. lang)
11. Stone Pushing Uphill Man – 5:23 (Gilbert)

## Formazione
- Paul Gilbert – voce, chitarra, basso, bongo
- Chase Bryant – basso acustico
- Kenny Aronoff – batteria
- Mike Portnoy – batteria (tracce 1 e 5)[1]
- Kris Persson – percussioni
- Rick Estrin – voce (traccia 6)